# Festuca frederikseniae
Festuca frederikseniae — багаторічна трав'яниста рослина родини тонконогові (Poaceae), поширена у північно-східній Північній Америці й відома з одної місцевості на Свальбарді.

## Опис
Трава, що утворює тісні грудки. Кореневища відсутні. Стебла прямі, довжиною 15–30 см, 1-вузлова; вузол гладкий. Лігули 0.25–0.5 мм довжиною. Листові пластини підняті, довжиною 4–11 см, шириною 0.3–0.75 мм; поверхня й поля голі. Суцвіття — волоть. Волоть лінійна, 1.5–4 см довжиною. Первинні гілочки волоті 0.2–0.7 см довжиною; несучи 1–2 родючих колосків на кожній нижній гілці. Колоски поодинокі; родючі — з квітоніжками. Родючі колоски містять 1–5 родючих квіточок. Колоски стиснуті з боків, довжиною 10–35 мм, шириною 2–3.5 мм; розпадаються при зрілості. Колоскові луски стійкі, неоднакові. Нижня колоскова луска довжиною 2–3 мм, 1-жильна, краї війчасті. Верхня колоскова луска 3–4.6 мм довжиною, 3-жильна, краї війчасті. Родюча лема 4.3–5.5 мм довжиною, без кіля, 5-жильна, верхівка загострена. Верхні квіткові луски довжиною 5.3 мм, волохаті на спині. Пиляків 3; 2.5 мм довжиною.

## Поширення
Північна Америка: пд. Ґренландія, Канада — Ньюфаундленд, Лабрадор, Квебек; Європа: відомий з одної місцевості на Шпіцбергені, Свальбард, Норвегія — на Діксонфьорді. Зростає на скелях і на кам'янистих або піщаних ґрунтах альпійської тундри.